# Te volveré a encontrar
Te volveré a encontrar es una telenovela peruana producida por ProTV Producciones para la cadena América Televisión.
Está protagonizada por Alondra García Miró en su debut actoral junto a Denisse Dibós, Pablo Heredia, Nicola Porcella y George Slebi. A su vez, está antagonizada por Sergio Paris y Johanna San Miguel.  
La telenovela fue grabada durante los años 2017 y 2018, iniciando grabaciones el 20 de noviembre de 2017, y finalizando el 24 de agosto de 2018. Por razones desconocidas, se retrasó el estreno de la telenovela que en un inicio estaba contemplado para mediados de 2018, luego, para inicios de 2019, y posteriormente, para inicios de 2020. Finalmente, en abril de 2020, después de casi 3 años de haber sido grabada, el canal decidió estrenar la telenovela para evitar la falta de programación debido a la pandemia por coronavirus que ocasionó la paralización de grabaciones de las producciones que en ese momento se encontraban en emisión por el confinamiento ordenado por el gobierno peruano. Esta telenovela marca además el debut actoral de la modelo Alondra García Miró.

## Sinopsis
Te volveré a encontrar narra la historia de Lucy, una mujer que fue secuestrada cuando era una bebé, y que después de más de 20 años decide buscar a la familia de la mujer que la cuidó desde pequeña así como también descubrir la verdad sobre su pasado.

## Argumento
La historia gira en torno a Rosa María (Denisse Dibós) y Lucy (Alondra García Miró), dos mujeres a quienes les robaron su vida y que se encuentran recluidas en un campamento de la Selva Amazónica del Perú viviendo una vida de esclavitud.  
Rosa María está casada con Leonardo (Daniel Orbegozo Télles), y ambos son padres de tres hijos pequeños. Rosa María comete un grave error al vincularse con Máximo Venero (Sergio Paris) en una relación amorosa producto de que las cosas no funcionaban bien en su matrimonio con Leonardo, error que marcaria su vida por siempre. Máximo se obsesiona con Rosa María a tal grado de que en un viaje que realizaban ella y su esposo, Máximo provoca la muerte de Leonardo y secuestra a Rosa María haciéndola pasar por muerta durante más de 20 años, provocando además la pérdida de memoria de Rosa María producto del evento traumático vivido en aquel día. Mientras que Lucy fue secuestrada por Máximo cuando era una niña en una emboscada que vivieron sus padres producto de un ajuste de cuentas con Máximo.   
Máximo es el líder de una organización de narcotráfico que la conforma junto a la arribista Elena (Karina Jordán), y a sus peones Matias (Diego Carlos Seyfarth), Beni (César Ritter) y Eliseo (Renato Bonifaz). En dicha organización, Rosa María y Lucy son recluidas y explotadas por Máximo como esclavas de él y de sus peones. Pero al pasar de los años, Lucy logra escapar del campamento y huye a la capital de Lima en búsqueda de su pasado y del pasado de Rosa María, la mujer a quien quiere como una madre.  
Paolo (Pablo Heredia), Camilo (George Slebi) y Nicolás (Nicola Porcella), los hijos de Rosa María, ya son adultos y desconocen por completo la historia de su madre, a quien creen muerta, pero sobre todo, desconocen que la principal responsable de la desaparición de su madre es su tía Milena (Johanna San Miguel), quien estuvo en complicidad con Máximo, con la finalidad de que ella pueda heredar toda la fortuna de su hermana Rosa María, a quien odia y envidia.  
Milena es una fanática religiosa que se jacta de tener la familia perfecta al lado de su esposo Pascal (Javier Valdés), su hija Lola (Flavia Laos) y sus 3 sobrinos. Sin embargo, su propio fanatismo (de doble moral) la llevó al camino de las malas acciones y a inculcarle indirectamente esos malos hábitos a su familia. Es así que la soberbia, el adulterio, la inmadurez y el libertinaje predominan en su familia.  
Paolo está por casarse con su novia Inés (Maju Mantilla) sin imaginar que su hermano Camilo fue prometido de ella hace varios años atrás, por lo que se genera una rivalidad entre ellos.  
Camilo vive una vida en constante adulterio, él está casado con Antonella (Milene Vázquez) y ambos tienen una hija llamada Vanessa (Francisca Aronsson), lazos que se destruirán cuando se descubra que Camilo e Inés son amantes. La situación se sale de control con la llegada de Eva (Marisa Minetti), la hermana de Inés, puesto que Camilo y Eva también llegaron a ser amantes durante un viaje que realizaron Paolo e Inés por su luna de miel. Al pasar del tiempo, Camilo decide dejar su relación con Eva en una simple aventura pero Eva se obsesiona con Camilo, y tras el rechazo de este, ella decide sacar a la luz las evidencias materiales de la traición de Camilo e Inés. 
Nicolás vive una vida de inmadurez y libertinaje sin medir las consecuencias de sus acciones y creyendo que siempre lo tendrá todo, pero las cosas para él empiezan a cambiar cuando se enamora de Barbie (Mayra Goñi), una bailarina de cabaret que siempre estuvo enamorada de Nicolás pero que él no la supo valorar. 
Pascal también vive una vida de adulterio con Silvia (Rebeca Escribens), y ambos tienen un hijo pequeño llamado Raulito (Mariano Ramírez). Silvia es secretaria de la inmobiliaria de la familia Valdemar, y es una persona muy cercana y de confianza para Milena, razón por la cual Milena se convertirá en una asesina al descubrir la traición de ambos.   
Tras una larga búsqueda, Lucy encuentra a los hijos de Rosa María y los cuatro van a rescatar a su madre del infierno en el que estuvo viviendo a lo largo de más de 20 años. Rosa María recupera la memoria poco a poco y se da cuenta de que su hermana Milena, quien finge un buen trato hacia ella, es en realidad su peor enemiga al igual que Máximo, empezando por descubrir que Milena robo el patrimonio de sus sobrinos a lo largo de 20 años, una gran ventaja para Máximo para tenerla como aliada ya que él también va a la capital junto a su banda en búsqueda de Rosa María, pero una banda que estará desunida y con diversos intereses como los de Elena y Matías, quienes son amantes a espaldas de Máximo. O como Beni que traiciona una orden que Máximo le dio y a causa de eso se ganó su enemistad lo cual lo obligó a huir de la mafia y empezar una nueva vida como agente de seguridad en Osiris, el cabaret donde trabajan Lucy y Barbie, lugar donde se enamora de Estrella (Patricia Portocarrero), la mamá de Barbie, siendo ambos cómplices de un crimen más adelante. O como Eliseo que estará en rivalidad con Matias y Beni por diversos ajustes de cuentas. Y tras diversas situaciones de asesinatos, adulterio, robos y secuestros, Rosa María y Lucy no lograrán la felicidad mientras Máximo y Milena estén presentes en sus vidas.

## Reparto

### Principales
- Alondra García Miró como Katerina «Perla» Larsen Valle-Riestra / Lucy Flores Dancourt [1][4]
- Denisse Dibós como Rosa María Ferrara Lizarazo Vda. de Valdemar «Nanita»[1][5]
- George Slebi como Camilo Valdemar Ferrara[1][6]
- Pablo Heredia como Paolo Valdemar Ferrara[1][7]
- Nicola Porcella como Nicolás Valdemar Ferrara / Nicolás Venero Ferrara[1][8][9][10]
- Alessandra Fuller como Denisse Guerra Blanco[2][11]
- Ana Cecilia Natteri como Renata Valdivieso Medina Vda. de Dancourt «La Faraona»[1][12]
- César Ritter como Benigno «Beni» Morales Albear[1][12]
- Diego Carlos Seyfarth como Matías Pinzón Varela / Matías Mocanleano Montero[1][13]
- Flavia Laos como Dolores «Lola» Bengoa Ferrara[1][11]
- Francisca Aronsson como Vanessa Valdemar Valladares[14]
- Gustavo Borjas como Víctor «Vitucho» Mendoza Prada[15]
- Javier Valdés como Pascal Bengoa Bustamante[16]
- Johanna San Miguel como Milena Ferrara Lizarazo[17]
- Karina Jordán como Elena Guadalupe Trelles / Elena Hernández Bravo-Jordán[1][13]
- Leslie Stewart como Martina Blanco Valdemar Vda. de Guerra[1][18]
- Mayra Goñi como Bárbara «Barbie» Romo Villanueva[1][19]
- Maju Mantilla como Inés Roldán Barrera[2][20]
- María Victoria Santana como Teresa «Tere» Arévalo Portocarrero[21]
- Milene Vázquez como Antonella Valladares Camargo[22]
- Nicolás Osorio como Daniel «Dani» Linares Echegaray[23]
- Patricia Portocarrero como Estrella Villanueva Acosta[24]
- Ramiro Porró como Rafael Lucioni «Rafa» Incháustegui González[25]
- Renato Bonifaz como Eliseo Farfán Puerto-Bolívar[26]
- Juan Carlos Rey de Castro como Sebastián Gaviria Barjuch[27][28]
- Sergio Paris como Máximo Venero Moreno / Claudio Santoro[2]
- Thalía Estabridis como Rubí Salas Morante[29]
- Marisa Minetti como Eva Roldán Barrera[30][31]
- Gianfranco Brero como Alfredo Larsen Romero[32]
- Cecilia Brozovich como Ivette Dancourt Valdivieso «Soraya»[33]

### Recurrentes e invitados especiales
- Rebeca Escribens como Silvia Pinillos Escobar[34]
- Carlos Montalvo como Ernie[35]
- Yamil Sacín como Bernie[35]
- Ricardo Velásquez como Lorenzo Maraví Elías
- Katerina D'Onofrio como Josefa Quiroga Prieto
- Mariano García-Rosell como Ántero Cépeda Klein[36]
- Juan Carlos Salazar como Barceló Iglesias Monckeberg[37]
- Pedro Pablo Corpancho como Mauricio Lanfranco Letts[38]
- Fiorella Pennano como Silvana Palacios Luna-Acevedo[39]
- Mariano Ramírez como Raúl «Raulito» Bengoa Pinillos[34]
- Sasha Settembrini como Alonso Crovetti La Rosa «Samuel» [40]
- Paola Miñán como Josefa Peña Carbajal[41]
- Fabrizio Aguilar como Diego La Torre Beckham[42]
- Esteban Philipps como Lucio Bernales Bianchi[43]
- Alejandro Villagómez como Omar Puerto
- Thiago Vernal como Fabrizio Granados Barandiarán[44]
- Paco Varela como Felipe Romo del Castillo[45]
- Maru Piro como Zafiro Reyes Riera[46]
- Mariella Zanetti como Yamila Pacheco Carpio[47]
- Alessandra Ruiloba como Lourdes Vacarezza del Valle[48]
- Luis José Ocampo como Jairo López Mena[49]
- Carlos Daniel Salazar como Joel López Mena
- Sandro Calderón como Jerónimo Minaya Anchante
- Pilar Brescia como Alicia Camargo Gómez de Valladares.[50]
- Ricardo Combi como Germán Valladares Rocasolano.[50]
- Martha Figueroa como Vera Montiel Etcheverry[51]
- Hugo Salazar como Detective Elio Perales Arias
- Alejandra Guerra como Detective Paloma Montesinos Calderón[52]
- Matías Raygada como Óscar Villalba Quiroga
- María Claudia González como Rosa María Ferrara de Valdemar (joven)[53]
- Daniel Orbegozo Téllez como Leonardo Valdemar Puerto Martinelli[53]
- Rafaela Román Rizo-Patrón como Lucy Flores (bebé)[1]
- Cielo Torres como Bailarina de Osiris
- Catherine Díaz Conde como Gabriela Leonao Sandoval «La Anaconda»[54]
- Jery Menéndez como Marlon Gayoso Colmenares[55]
- Bruno Pinasco como él mismo[38]
- Mathías Brivio como Ramiro Presmanes Contador[56]
- José Miguel Arbulú como Dante
- Alessa Esparza
- Élide Brero
- Sasha Kapsunov[57]
- Tadeo Congrains como Franco Mendoza Izurieta[58]
- Cynthia Calderón como Amelia Serrano Dietz
- Cristián Covarrubias como Emiliano Reyes Meléndez[59]

## Banda sonora
- «Te volveré a encontrar» — Renato Bonifaz[60]
- «Aire» — Axel[61]
- «Para siempre» — Kany García
- «¿Qué me faltó?» — Ha*Ash
- «Somos dos» — Álvaro Rod y Márquez
- «Todavía» — Matisse
- «Orgullosa» — Mayra Goñi
- «Cállate» — Mayra Goñi
- «Amor imposible» — Mayra Goñi
- «Tiempo al tiempo» — Álvaro Rod y Flavia Laos
- «Aquí estoy yo» — Álvaro Rod
- «Acuérdate de mí» — Matisse
- «Soy como soy» — Mia Mont
- «10 mil años» — Boris Silva
- «Volví a existir» – Renato Bonifaz

## Premios y nominaciones

### Premios LucesdeEl Comercio
| Año  | Categoría          | Nominados              | Resultado |
| ---- | ------------------ | ---------------------- | --------- |
| 2020 | Mejor ficción      | Te volveré a encontrar | Nominado  |
| 2020 | Mejor actriz de TV | Alondra García Miró    | Nominada  |